# 傑克波特 (內華達州)
傑克波特（英語：Jackpot）是位於美國內華達州埃爾科縣的普查規定居民點。

## 歷史
傑克波特的郵局自1961年營運至今。

## 人口
根據2020年美國人口普查的數據，傑克波特的面積為10.20平方千米，當中陸地面積為10.09平方千米，而水域面積為0.11平方千米。當地共有人口855人，而人口密度為每平方千米83.82人。